# ТЕС Кейп-Ламберт (нова)
20°38′56″ пд. ш. 117°8′27″ сх. д. / 20.64889° пд. ш. 117.14083° сх. д.
ТЕС Кейп-Ламберт (нова) — теплова електростанція на північному заході Австралії.
У 2012 році демонтували споруди старої ТЕС Кейп-Ламберт, що протягом чотирьох десятиліть обслуговувала потреби комплексу для відвантаження залізної руди компанії Rio Tinto. Натомість у 2016-му запустили нову електростанцію, для якої обрали інший майданчик на південь від терміналу. Основне обладнання цієї ТЕС складається з двох встановлених на роботу у відкритому циклі газових турбін потужністю по 45 МВт.
Як паливо ТЕС використовує природний газ, що надходить по перемичці завдовжки 2 кілометри від трубопроводу Дампір-Банбері – Кейп-Ламберт.
Для видалення продуктів згоряння кожна турбіна має димар заввишки 18 метрів.